# Sean Harris
Sean Harris, né le 7 janvier 1966 à Londres, est un acteur britannique.

## Biographie
Sean Harris est né à Bethnal Green, Londres, Angleterre. Il a été formé au London Drama Centre. Il est apparu dans le film d'horreur Creep en 2004, dans lequel il joue un tueur psychopathe qui traque le métro de Londres. Il apparait également dans le film britannique Saxon (en), sorti en 2008.
D'autres rôles notables incluent le tueur en série Ian Brady, l'un des coupables notoires des meurtres, dans See No Evil: The Moors Murders et Nick Sidney dans Cult Mockumentary Brothers of the Head. Harris a joué dans 24 Hour Party People. Il est également apparu en 2007 dans les films Outlaw et Wedding Belles. Harris a joué le trafiquant de drogue dans Harry Brown. Il a joué le journaliste Fred Hale dans une nouvelle adaptation cinématographique de Brighton Rock, sortie en février 2011. Harris est apparu dans le film britannique A Lonely Place to Die réalisé par Julian Gilbey.
Harris apparait dans le court métrage Native Son, où il tient le rôle d'un soldat troublé qui rentre chez lui après une guerre à l'étranger, et éprouvant des difficultés à retomber dans la vie rurale. Le film est écrit et réalisé par l'Écossais Graham Scott, il est présenté au Festival de Cannes 2010. En 2012, l'acteur joue dans le film de Ridley Scott Prometheus.
Il tient également le rôle de Micheletto Corella, assassin mercenaire au service de César Borgia, dans la populaire série télévisée The Borgias (Les Borgia), aux côtés de Jeremy Irons. Il joue également dans Jamaica Inn pour BBC One aux côtés de Jessica Brown Findlay, la série de trois épisodes est diffusée en avril 2014.
Il campe le personnage de Salomon Lane, adversaire machiavélique d'Ethan Hunt dans Mission impossible : Rogue Nation (2015) et Mission impossible : Fallout (2018).
En 2022, il apparaît sous les traits de Henry Peter Teague / Peter Morley, le personnage principal, dans The Stranger. Puis, en 2023, il rejoint le casting de la série de la BBC The Gold, entourant les événements du vol de la Brink's Mat de 1983.

## Filmographie

### Cinéma
- 2002  : 24 Hour Party People de Michael Winterbottom : Ian Curtis
- 2004 : Trauma de Marc Evans : Roland
- 2004 : Creep de Christopher Smith : Craig
- 2005 : Isolation de Billy O'Brien : Jamie
- 2007 : Outlaw de Nick Love : Simon Hillier
- 2007 : Saxon (en) de Greg Loftin : Eddie
- 2009 : The Red Riding Trilogy de Julian Jarrold, James Marsh et Anand Tucker : détective superviseur Bob Craven
- 2009 : Harry Brown de Daniel Barber : Stretch
- 2011 : Brighton Rock de Rowan Joffé : Hale
- 2011 : Poursuite mortelle (A Lonely Place to Die) de Julian Gilbey : Mr. Kidd
- 2012 : Prometheus de Ridley Scott : Fifield
- 2014 : 71 de Yann Demange : le capitaine Sandy Browning
- 2014 : Délivre-nous du mal (Deliver Us from Evil) de Scott Derrickson : Santino
- 2014 : The Goob de Guy Myhill : Womack
- 2014 : Serena de Susanne Bier : Campbell
- 2015 : Macbeth de Justin Kurzel : Macduff
- 2015 : Mission impossible : Rogue Nation de Christopher McQuarrie : Solomon Lane
- 2017 : À ceux qui nous ont offensés (Trespass Against Us) d'Adam Smith : Gordon Bennett
- 2018 : Mission impossible : Fallout (Mission: Impossible - Fallout) de Christopher McQuarrie : Solomon Lane
- 2018 : Possum (Possum) de Matthew Holness : Philipp
- 2019 : Le Roi (The King) de David Michôd : Sir William Gascoigne
- 2020 : The Banishing : La Demeure du mal (The Banishing) de Christopher Smith : Harry Reed
- 2021 : The Green Knight de David Lowery : Le Roi Arthur
- 2021 : Spencer de Pablo Larraín : Chef Darren
- 2022 : The Stranger de Thomas M. Wright : Henry Teague / Pete Morley

### Télévision
- 2007 : Cape Wrath (série télévisée) créée par Robert Murphy : Gordon Ormond
- 2011-2012 : The Borgias (série télévisée) : Michelotto Corella
- 2013 : Southcliffe (série télévisée) créée par Tony Grisoni : Stephen Morton
- 2023 : The Gold (série télévisée) créée par Neil Forsyth : Gordon Parry
- 2024 : La Chute de Paris : Jacob Pearce

## Distinctions

### Récompenses
- 2013 : Austin Fantastic Fest du meilleur acteur dans un film d'aventure pour A Lonely Place to Die (2013).
- 61e cérémonie des British Academy Television Awards 2014 : Meilleur acteur pour Southcliffe (2013).

### Nominations
- 2003 : Chlotrudis Awards du meilleur acteur dans un second rôle dans un drame biographique pour 24 Hour Party People (2002).